# Id al-Fitr
Id al-Fitr, Święto Przerwania Postu (arab. ‏عيد الفطر‎, tur. Ramazan Bayrami) – święto dziękczynienia obchodzone w islamie na zakończenie świętego miesiąca postu – ramadanu.

## Opis święta
W tym dniu muzułmanie w atmosferze radości, odwiedzając się nawzajem, pozdrawiają się słowami id mubarak, składają sobie życzenia i obdarowują prezentami. Jest to dzień radości, modlitwy, wzajemnego pojednania i dziękczynienia Bogu za przeżycie czasu świętego postu i przebaczenie grzechów. Jest to również dzień społecznej solidarności. Ci, których na to stać, winni w tym dniu wesprzeć potrzebujących, aby i oni mogli mieć udział w radości tego świątecznego dnia.

## Daty obchodzenia Id al-Fitr
- 4 września 1978 (1398)
- 24 sierpnia 1979 (1399)
- 12 sierpnia 1980 (1400)
- 1 sierpnia 1981 (1401)
- 22 lipca 1982 (1402)
- 12 lipca 1983 (1403)
- 30 czerwca 1984 (1404)
- 20 czerwca 1985 (1405)
- 9 czerwca 1986 (1406)
- 30 maja 1987 (1407)
- 17 maja 1988 (1408)
- 7 maja 1989 (1409)
- 26 kwietnia 1990 (1410)
- 16 kwietnia 1991 (1411)
- 5 kwietnia 1992 (1412)
- 25 marca 1993 (1413)
- 14 marca 1994 (1414)
- 3 marca 1995 (1415)
- 20 lutego 1996 (1416)
- 9 lutego 1997 (1417)
- 30 stycznia 1998 (1418)
- 19 stycznia 1999 (1419)
- 8 stycznia 2000 (1420)
- 27 grudnia 2000 (1421)
- 16 grudnia 2001 (1422)
- 6 grudnia 2002 (1423)
- 25 listopada 2003 (1424)
- 14 listopada 2004 (1425)
- 3 listopada 2005 (1426)
- 24 października 2006 (1427)
- 13 października 2007 (1428)
- 1 października 2008 (1429)
- 21 września 2009 (1430)
- 10 września 2010 (1431)
- 30 sierpnia 2011 (1432)
- 19 sierpnia 2012 (1433)
- 8 sierpnia 2013 (1434)
- 28 lipca 2014 (1435)
- 17 lipca 2015 (1436)
- 6 lipca 2016 (1437)
- 25 czerwca 2017 (1438)
- 15 czerwca 2018 (1439)
- 5 czerwca 2019 (1440)
- 24 maja 2020 (1441)
- 13 maja 2021 (1442)
- 2 maja 2022 (1443)
- 21 kwietnia 2023 (1444)
- 10 kwietnia 2024 (1445)
- 31 marca 2025 (1446)
- 20 marca 2026 (1447)
- 10 marca 2027 (1448)
- 27 lutego 2028 (1449)
- 15 lutego 2029 (1450)
- 4 lutego 2030 (1451)
- 24 stycznia 2031 (1452)
- 14 stycznia 2032 (1453)
- 3 stycznia 2033 (1454)
- 23 grudnia 2033 (1455)
- 12 grudnia 2034 (1456)